# Louis Charlot
Pour les articles homonymes, voir Charlot (homonymie).
 (octobre 2021).
Louis Charlot, né le 26 avril 1878 à Cussy-en-Morvan (Saône-et-Loire) et mort le 31 mai 1951 à Uchon (Saône-et-Loire), est un peintre français.

## Biographie

### Jeunesse
Il voit le jour au sein d'une famille modeste, son père Pierre Charlot était facteur des postes et sa mère Jeanne Allyot, sans profession, était d'une famille tournée vers l'enseignement. Louis Charlot est le troisième enfant d'une fratrie de cinq.
Dès l'école communale Louis Charlot montre des aptitudes pour le dessin, les mathématiques et la géométrie. Ses parents le destinent alors à l'École des Arts et Métiers de Cluny. Il fait de bonnes études au collège Bonaparte d'Autun mais sa passion pour le dessin l'oriente vers les arts plastiques. Son professeur de dessin, monsieur Marillier, lui reconnaît de bonnes dispositions pour cette science. À l'âge de dix-sept ans Louis Charlot est alors confié au sculpteur Claude Henri Fauconnet, puis au tapissier Alexandre Huet (1846-1905) et enfin au peintre décorateur, monsieur Châtaignier, tous demeurant à Autun, pour parfaire son éducation artistique.

### Formation
En 1898 Louis Charlot monte à Paris. C'est auprès du peintre bourguignon Jean Laronze (1852-1937) qu'il reçoit une solide et vraie éducation artistique. Il se lie avec les peintres Claude Rameau (1876-1955), Henry Déziré (1878-1965), Jean-Laurent Challié (1880-1943) et Lucien Séevagen (1887-1959). Quittant son dévoué et respecté maître bourguignon, Louis Charlot poursuit sa formation auprès du peintre Léon Bonnat (1833-1922) dans son atelier, à l'École nationale des Beaux-Arts de Paris de 1899 à 1901 (admis définitif en 1901 avec une cinquième place).

### Carrière
C'est en 1902 qu'il découvre le village d'Uchon (Saône-et-Loire) et s'y installera dès 1904 jusqu'à sa mort. En 1902 il expose pour la première fois au Salon des Artistes français, avec deux œuvres Portrait de M. Camille Schiltz, 1901 et l'autoportrait Portrait de jeune homme maigre, où il est remarqué par l'écrivain et critique d'art Georges Lecomte qui, plus tard, le comptera parmi les maîtres du réalisme français. Jusqu'à la Première Guerre mondiale, il connaît une existence matérielle difficile, mais ne cesse de peindre, multipliant les Salons officiels parisiens ainsi que les expositions. Si sa facture, en ce début de 20e siècle est résolument tournée vers Camille Pissarro, Paul Cézanne ou Edouard Manet, tous issus des impressionnistes, il étudie régulièrement les maîtres du passé au Musée du Louvre et s'émeut devant les frères Le Nain, de Jean-François Millet, de Chardin ou de Gustave Courbet. Ses œuvres gagnent aussi en flamboyance grâce aux couleurs pures chères aux Fauves, vers 1906 - 1908, mais il n'y fera pas pour autant allégeance. Régulièrement il expose au Salon des Artistes français, Salon des Indépendants, au Salon d'Automne, à celui de la Société Nationale des Beaux-Arts, au Salon des Tuileries, mais aussi aux Salons en province (Dijon, Nevers) ainsi que sur la scène internationale (États-Unis, Belgique, Suisse, Norvège, Suède, Finlande, Allemagne, Angleterre, Espagne, Italie, Japon, Argentine). Jusqu'en 1914 il habitera et travaillera dans le quartier de Montparnasse, cour du Dragon (ou 50, rue de Renne) dans un logement atelier miséreux. En 1919, Louis Charlot regagnera le 17e arrondissement, au 109, rue Cardinet, logement qu'il conservera jusqu'en 1939. Ce n'est que le 16 juin 1923 qu'il se mariera avec son modèle, Jeanne Dodu, à la mairie du 6e arrondissement.
En 1913, ses Paysans attablés enthousiasment Guillaume Apollinaire « Les Paysans attablés, de Charlot, sont sous l’influence bienfaisante de Cézanne. C’est une des meilleures toiles du Salon. Il faut le dire. L’enfant qui, à l’abord, paraît moins poussé que les autres figures, est en réalité le morceau le plus intéressant du tableau et celui qui indique la personnalité de l’artiste. » (Œuvres en prose complètes – La Pléiade-) page 566.
Pendant la Première Guerre mondiale, écarté des lignes de front pour raisons de santé, il se replie alors vers son village d'Uchon d'où sortiront des œuvres puissantes (figures, neiges, pastorales, paysages d'été ou d'automne...). En 1917 il accomplira plusieurs missions en Alsace (Thann, Wesserling, Saint-Amarin) comme peintre aux armées et le Musée d'Histoire Contemporaine de Paris y fera entrer quatre de ses œuvres.
Les galeries parisiennes les plus en vogue, comme Eugène Blot, Eugène Druet, Manzi-Joyant, Georges Petit, Paul Rosenberg, Marcel Bernheim, Paul Durand-Ruel, Barbazanges, Bernheim-Jeune, ou encore Devambez, Reitlinger, Manuel Frères, Armand Drouant, Jean Charpentier , etc. accueillent favorablement son travail dans des manifestations personnelles ou de groupes.
Tout au long de son existence Louis Charlot jouit de critiques élogieuses dans la presse spécialisée. De nombreux et talentueux critiques d'art (Georges Lecomte, Guillaume Apollinaire, J.- C. Holl, André Salmon, Louis Vauxcelles, William Romieux, René-Jean, Charles Fegdal, Léon Rosenthal, Camille Mauclair, François Thiébault-Sisson, René Barotte, Louis Hautecoeur, Gustave Kahn, Raymond Escholier, Germain Bazin, Guillaume Janneau, Henri Focillon, André Warnod, Georges Turpin, etc.) accompagneront positivement l'artiste tout au long de son existence.
Malgré une reconnaissance de ses pairs avant 1914, il faut attendre 1924 pour qu'il connaisse enfin la consécration grâce à une grande exposition rétrospective à la galerie Georges Petit, dont la critique fera de larges échos positifs. Peintre très éclectique, son œuvre réserve une place de choix aux paysages et aux types humains de son Morvan natal, aux portraits, aux natures mortes ou aux pastorales. Il peindra également en Bretagne, à l'île de Bréhat, et en Provence, à Bormes-les-Mimosas. Il aura principalement comme mécène, l'industriel et homme politique, monsieur Frédéric Manaut.
Après la Seconde Guerre mondiale, Louis Charlot se retire à Uchon, où il meurt en 1951.

## Collections publiques (liste non exhaustive)
- Paris : musée d'Art Moderne de la ville de Paris.
  - Fillette aux marguerites , vers 1919 - 1920 - Huile sur toile
- Paris : musée national d'Art Moderne.
  - Les buveurs, vers 1934 - 1935 - Huile sur toile (Achat à l'artiste)
  - Jeune paysanne, vers 1920 - 1921 - Huile sur toile (Achat à l'artiste)
- Paris : Fonds national d'Art Contemporain.
  - Village du Morvan sous la neige, vers 1907 - Huile sur toile (Achat de l'Etat en 1907)
- Nanterre, La contemporaine (ex  musée d'Histoire Contemporaine, situé jusqu'en 2021 à Paris)
- Sénégalais, Alsace 1917 - Huile sur toile (Achat de l'État)
- Soldat noir, Alsace 1917 - Huile sur toile (Achat de l'État)
- Les Alsaciens de 1870 à la revue du 14 juillet 1917 à Saint Amarin - Huile sur toile (Achat de l'État)
- ALGERIE (Alger) : musée national des Beaux-Arts d'Alger.
  - Paysanne du Morvan (La robe rose) - Huile sur toile
- ARGENTINE (Buenos Aires) : musée national des Beaux-Arts (Argentine).
- AZERBAÏDJAN (Bakou) : musée d'Art moderne (Bakou) (Collection Abramovitch Ivan Morozov).
  - Soleil d'hiver (Morvan), 1905 - Huile sur toile
- FINLANDE (Helsinki) musée d'Art Ateneum (Collection finlandaise)
  - Bormes, vers 1925 / 1926 - Huile sur toile
- JAPON (Tokyo) : Musée National d'Art Occidental (Collection Kōjirō Matsukata).
  - Église du village (Morvan), vers 1921 - 1923 - Huile sur toile (Collection Kōjirō Matsukata)
  - Bergère effeuillant une marguerite, vers 1919 - 1920 - Huile sur toile (Collection Kōjirō Matsukata)
  - Petit berger jouant de la flûte, vers 1920 - 1921 - Huile sur toile (Collection Kōjirō Matsukata)
- RUSSIE (Saint-Pétersbourg) : musée de l'Ermitage (Collection Abramovitch Ivan Morozov).
  - Village du Morvan sous la neige, vers 1910 - 1911) - Huile sur toile
- USA (New York) : Metropolitan Museum of Art.
  - Vieille fileuse - Huile sur toile
- USA (Washington) : Smithsonian American Art Museum.
  - Le Creusot - Usines Schneider, mars 1915 - Aquarelle
- Anost (Saône-et-Loire) : Mairie.
  - Uchon, chaumières au creux de Carnaval, 1904 - Huile sur toile.
- Aurillac : musée d'Art et d'Archéologie d'Aurillac.
  - Bormes, temps orageux, vers 1925 - 1928 - Huile sur toile (collection Georges Bergaud).
- Autun  musée Rolin : (110 œuvres, dont) :
  - Automne, vers 1904, huile sur carton,
  - Le Lever ou Coin de table, vers 1905, huile sur toile
  - Autun vers le temple de Janus, 1907, huile sur carton
  - Les Paysans attablés, 1913, huile sur toile
  - Bel après-midi de dimanche,, 1905, huile sur toile
  - Les rochers de la Motte, fin de neige, huile sur toile
  - Pastorale à Uchon vers 1935, huile sur toile
  - Bergère tricotant, vers 1921, huile sur toile
  - Pommes et harengs, vers 1906 - 1907, huile sur carton
- Bergerac : musée du Tabac.
  - Le Fumeur, 1911 - Huile sur toile (achat de l'État).
- Bormes-les-Mimosas : Musée municipal.
  - Rue des caroubiers à Bormes, vers 1925 - 1926 - Huile sur bois
- Chalon-sur-Saône : musée Vivant-Denon :
  - Jeune bergère, 1922, huile sur toile - (Achat de l'État)
- Chambéry : musée des Beaux-Arts de Chambéry.
  - Printemps à Bagneux, 1908 - Huile sur carton (collection Antoine Borrel)
  - L'Étang du Prieuré - Huile sur bois (collection Antoine Borrel)
  - Les Rochers de la Motte, fin de neige - Huile sur bois (collection Antoine Borrel)
  - Neige à la Gravetière, vers 1927 - 1928 - Huile sur bois (collection Antoine Borrel)
- Charnay-lès-Mâcon (Saône-et-Loire) : chapelle de la Coupée.
  - Grande nativité, vers 1947 - 1949 - Huile sur toile.
- Cussy-en-Morvan (Saône-et-Loire) : mairie.
  - Le Creusot, Octobre 1914 - Huile sur toile.
  - Entrée du village d'Uchon (effet de neige) - Huile sur carton.
  - La Nativité, vers 1948 - 1949 - Huile sur toile.
  - Sainte Bernadette priant, vers 1939 - 1940 - Huile sur toile.
- Digoin (Saône-et-Loire) : décoration du chœur de l'église Sainte-Bernadette.
  - Sainte Bernadette, 1939 - Huile sur toile, 4m x 6m .
- Dijon : musée des Beaux-Arts de Dijon.
  - Neige en Morvan, vers 1934 - 1935 - Huile sur toile
  - Rochers de la Motte en automne - Huile sur toile
  - Portrait de M. Pater, 1921 - Huile sur toile
  - Portrait de M. Camille Schiltz, 1901 - Huile sur toile
  - Mon portrait, mon village - Huile sur toile
- Grenoble : musée de Grenoble.
  - Vieille femme filant, vers 1914 - 1915 - Huile sur toile
- Guéret : musée d'Art et d'Archéologie de Guéret.
  - Plante verte et pommes, 1908, - Huile sur carton
  - Effet de printemps, vers 1920 - 1921 - Huile sur toile
  - Le Ternin ; effet du matin, 1922, - Huile sur toile
- La Rochelle : musée des Beaux-Arts de La Rochelle.
  - L'Homme au cabas, vers 1914 - 1918 - Huile sur toile
- Limoges : musée des Beaux-Arts de Limoges.
  - La Faneuse, vers 1932 - 1933 - Huile sur toile
- Lyon : musée des Beaux-Arts.
  - Petit berger, 1925 - Huile sur toile
  - Paysage du Morvan, - Huile sur toile
- Le Creusot : écomusée du Creusot-Montceau.
  - Les usines du Creusot, La plaine des Riaux, vers 1915 - 1916 - Huile sur toile
- Mâcon : musée des Ursulines.
  - Le village d’Uchon sous la neige, - Huile sur toile
- Montbard : musée des Beaux-Arts de Montbard.
  - Le renard, 1915 - Huile sur toile
  - Baigneuse en maillot - Huile sur toile
  - L’homme à la pipe - Huile sur toile
- Nancy : musée des Beaux-Arts.
  - Pastorale, vers 1920 - 1922 - Huile sur toile
- Nevers : musée municipal Frédéric Blandin,
  - Coin de village en hiver, vers 1934 - 1935 - Huile sur toile (Achat à l'artiste)
  - La baigneuse , vers 1930 - 1932- Huile sur toile
- Nîmes : musée des Beaux-Arts de Nîmes.
  - Portrait de Mme Dechaux, vers 1923 - 1925 - Huile sur toile
- Paulhan : mairie.
  - Portrait de mon fils, 1935 - Huile sur toile
- Uchon: (Saône-et-Loire): mairie.
  - Paysage d'été à Uchon, vers 1929 - 1930 - Huile sur toile

## Salons (liste non exhaustive)
- Salon des artistes français 1902 et 1904
- Salon des indépendants de 1904 à 1933
- Salon d'automne de 1907 à 1940. Sociétaire en 1907
- Salon de la Société nationale des Beaux-Arts de 1911 à 1951. Sociétaire en 1914
- Salon des Tuileries de 1923 à 1943 (membre fondateur)
- Salon du Groupe d'Emulation Artistique de Nevers de 1923 à 1942.
- Salon de L'Essor de Dijon de 1923 à 1951.
- Exposition Universelle et Internationale de Gand Belgique 1913.
- Exposition Internationale de Munich Allemagne 1913.
- Salon de Mai Marseille 1913.
- Salon Internationale des Beaux-Arts Lyon 1914.
- Salon de la Triennale Paris 1916.
- Salon des Peintres envoyés aux Armées Paris 1917.
- Exposition Internationale d'Art Moderne de Genève Suisse 1920 - 1921 - 1926.
- Salon de la Société Royale des Beaux-Arts de Bruxelles Belgique 1922.
- Exposition de Carnegie - Pittsburgh Pennsylvanie États-Unis 1922 - 1923 - 1924 - 1925 - 1926 - 1929.
- Exposition d'Art français - Stockholm Suède 1923 - 1926.
- Exposition de Barcelone Espagne 1923 - 1929.
- Exposition Internationale des Beaux-Arts de Venise Italie 1924 - 1926 - 1928.
- Exposition d'Art Contemporain de Tokyo Japon 1925 - 1926 - 1929 - 1931.
- Exposition de Peintres Modernes - Helsingsfors Finlande 1927.
- Exposition de Peintres Modernes - Oslo Norvège 1927.

## Expositions personnelles ou de groupes (liste non exhaustive)
- Galerie Eugène Blot, Paris, 1909 - 1910
- Galerie Eugène Druet, Paris, 1912
- Galerie Manzi-Joyant, Paris, 1913 - 1920
- Galerie Paul Rosenberg, Paris, 1913 - 1914 - 1919
- Galerie Georges Petit, Paris, 1915 - 1916 - 1917 -  1922 - 1923 - 1924 - 1925 - 1926 - 1927 - 1928 - 1929 - 1931 - 1932 - 1933
- Galerie Devambez, Paris, 1918 - 1922 - 1923
- Galerie Marcel Bernheim, Paris, 1919 - 1920 - 1921 - 1922 - 1923 - 1925 - 1931
- Galerie Bernheim-Jeune, Paris, 1922 - 1926 - 1927 - 1928 - 1929 - 1930 - 1931
- Galerie Paul Durand-Ruel, Paris, 1920 - 1921 - 1928
- Galerie Henri Barbazanges, Paris, 1920 - 1923 - 1924 - 1925
- Galerie Artes, Paris, 1921
- Galerie La Licorne, Paris, 1921
- Galerie Musée de Crillon, Paris, 1921
- Galerie Georges Wildenstein, New York, 1922
- Galerie A. M. Reitlinger, Paris, 1923 - 1924
- Galerie Le Palais de Marbre, Paris, 1925
- Galerie Galerie d'Art de Glasgow, Glasgow - Angleterre, 1924
- Galerie Armand Drouant, Paris, 1925 - 1926
- Galerie Manuel Frères, Paris, 1925 - 1926
- Galerie Carmine, Paris, 1926
- Galerie Charpentier, Paris, 1930 - 1932 - 1935 - 1936
- Galerie Stoeklin, Paris, 1931
- Galerie Guy Stein, Paris, 1935
- Galerie Galerie de L'Art et la Mode, Paris, 1933 - 1936
- Galerie Galerie Pelletan-Helleu, Paris, 1939
- Galerie Galerie Selection, Tunis - Tunisie, 1942 - 1947
- Galerie La Gentilhommière, Paris, 1947